# Régionalisme (peinture américaine)
Pour les articles homonymes, voir Régionalisme.
Le régionalisme américain (en anglais : regionalism, american regionalism) est un courant artistique propre aux États-Unis, caractérisant principalement la peinture et plus généralement les arts visuels, durant l'entre-deux-guerres, et figurant des scènes de genre rurales, puisant ses thèmes dans les petites villes du Midwest et du Sud,.
On parle plus rarement de scène américaine (en anglais : american scene painting) pour qualifier le développement et l'affirmation de ce vaste mouvement réaliste propre à ce pays et qui avait pris son essor durant le dernier quart du XIXe siècle, embrassant toutes les formes d'art et d'expression : cette scène va s'affirmer durant les années 1920, surtout dans les centres urbains possédant une vie artistique organisée, des groupes d'artistes, un marché de l'art arrivé à maturité, et dont l'identité se définit en réaction au modernisme européen, notamment français.
La peinture American Gothic de Grant Wood (1930), qui puise son motif dans le Sud, est vue comme l’œuvre emblématique de ce courant régionaliste et social, toile que les conséquences dramatiques de la crise de 1929, la Grande Dépression, vont rétrospectivement transformer en véritable icône.
Soutenu durant la période du New Deal grâce à des programmes d'actions culturelles, ce courant va déborder les frontières américaines et englober d'autres artistes venus entre autres de tout le continent, tels que Diego Rivera.

## Aux sources du régionalisme américain

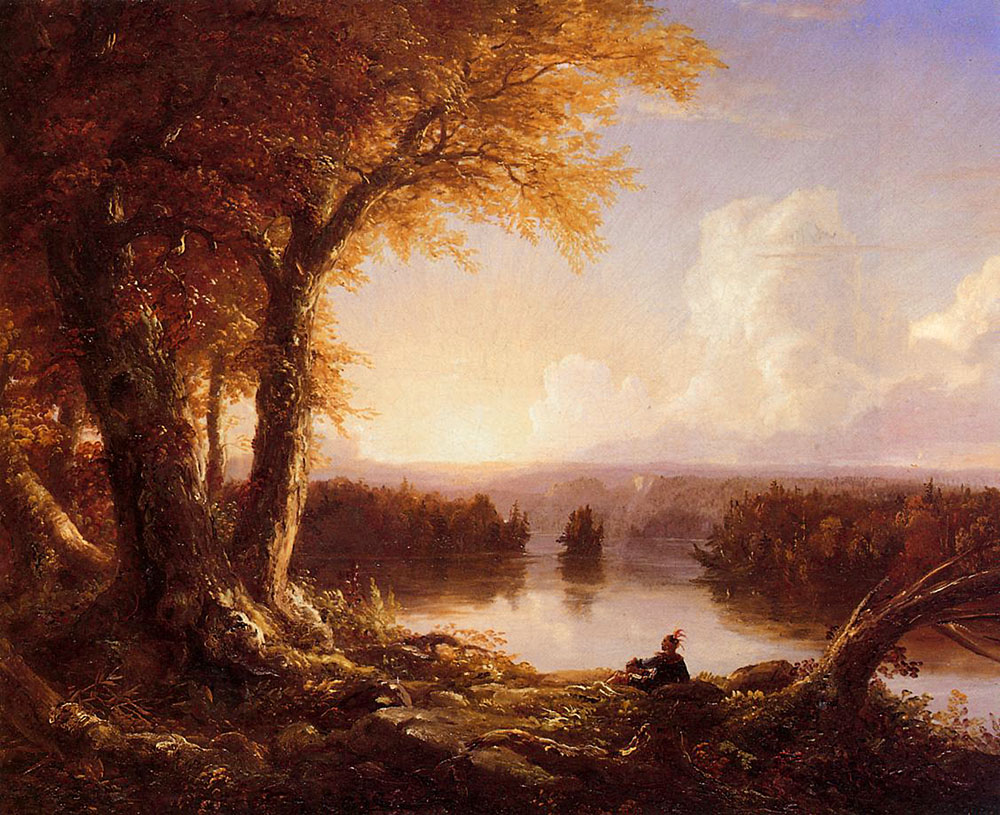
Thomas Cole, Indian at Sunset (1845), collection particulière.

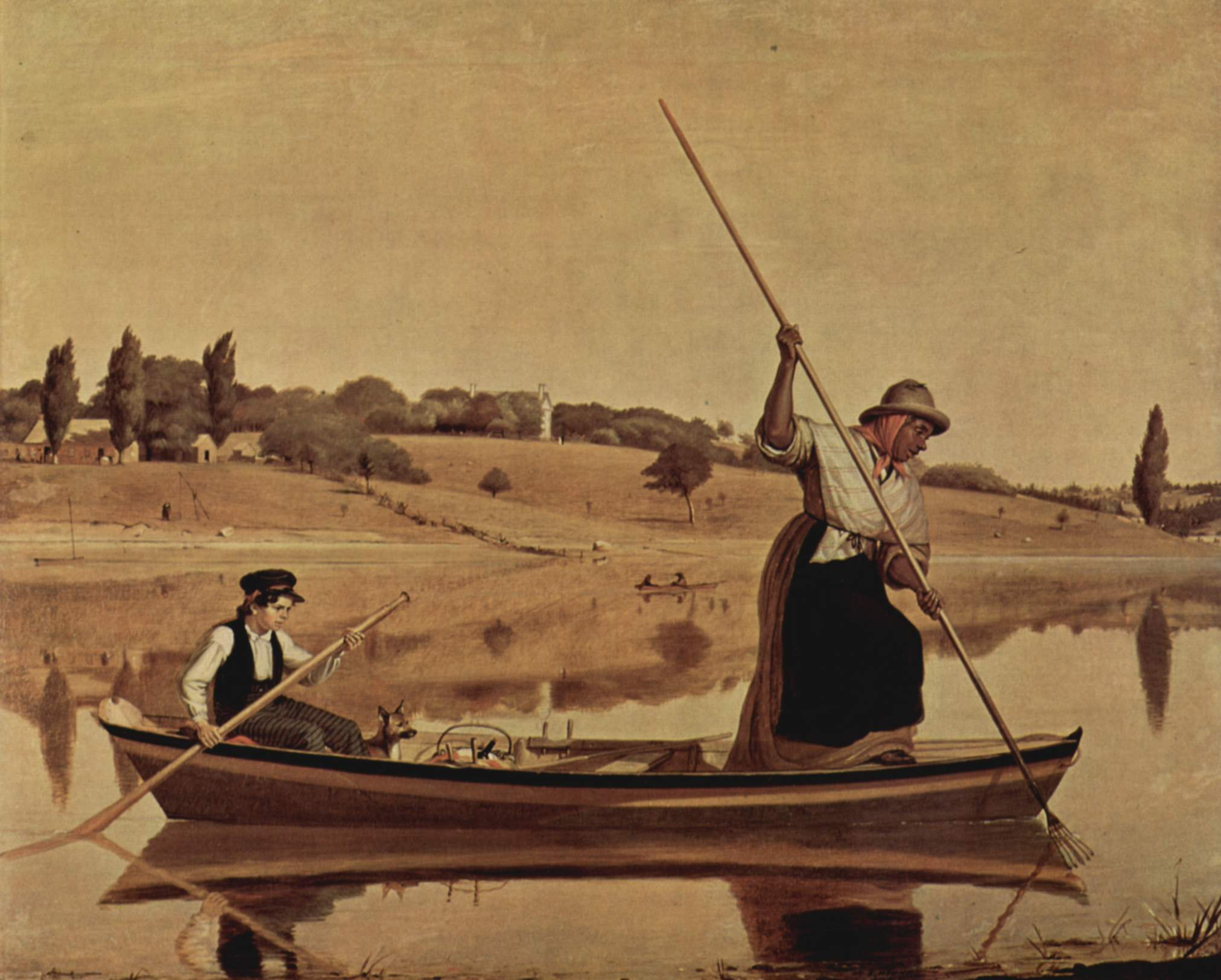
William Sidney Mount, Eel Spearing at Setauket (1845), New York, Fenimore Art Museum.

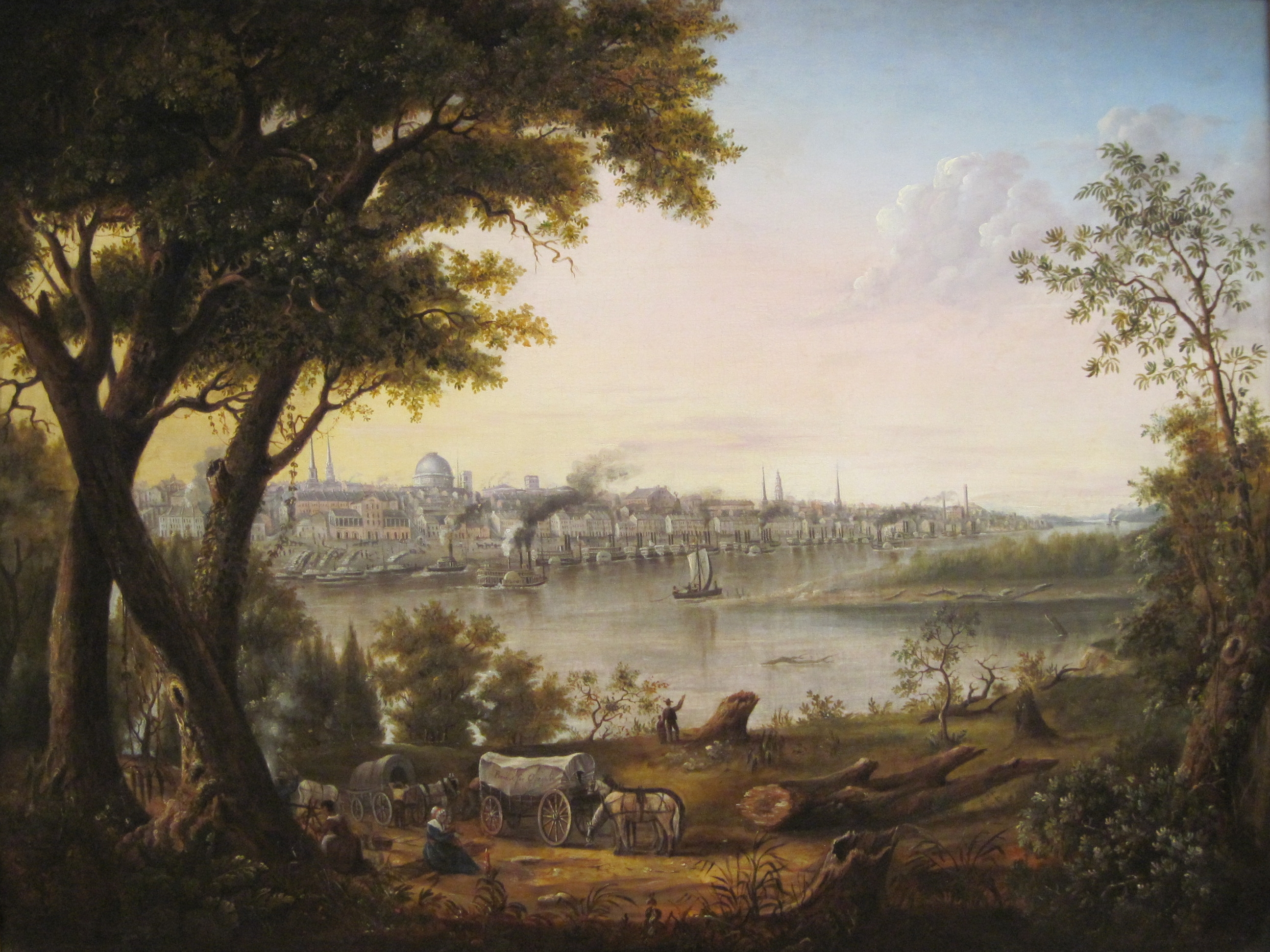
Henry Lewis (1819-1904), Vue de Saint Louis (1846), Saint Louis Art Museum.

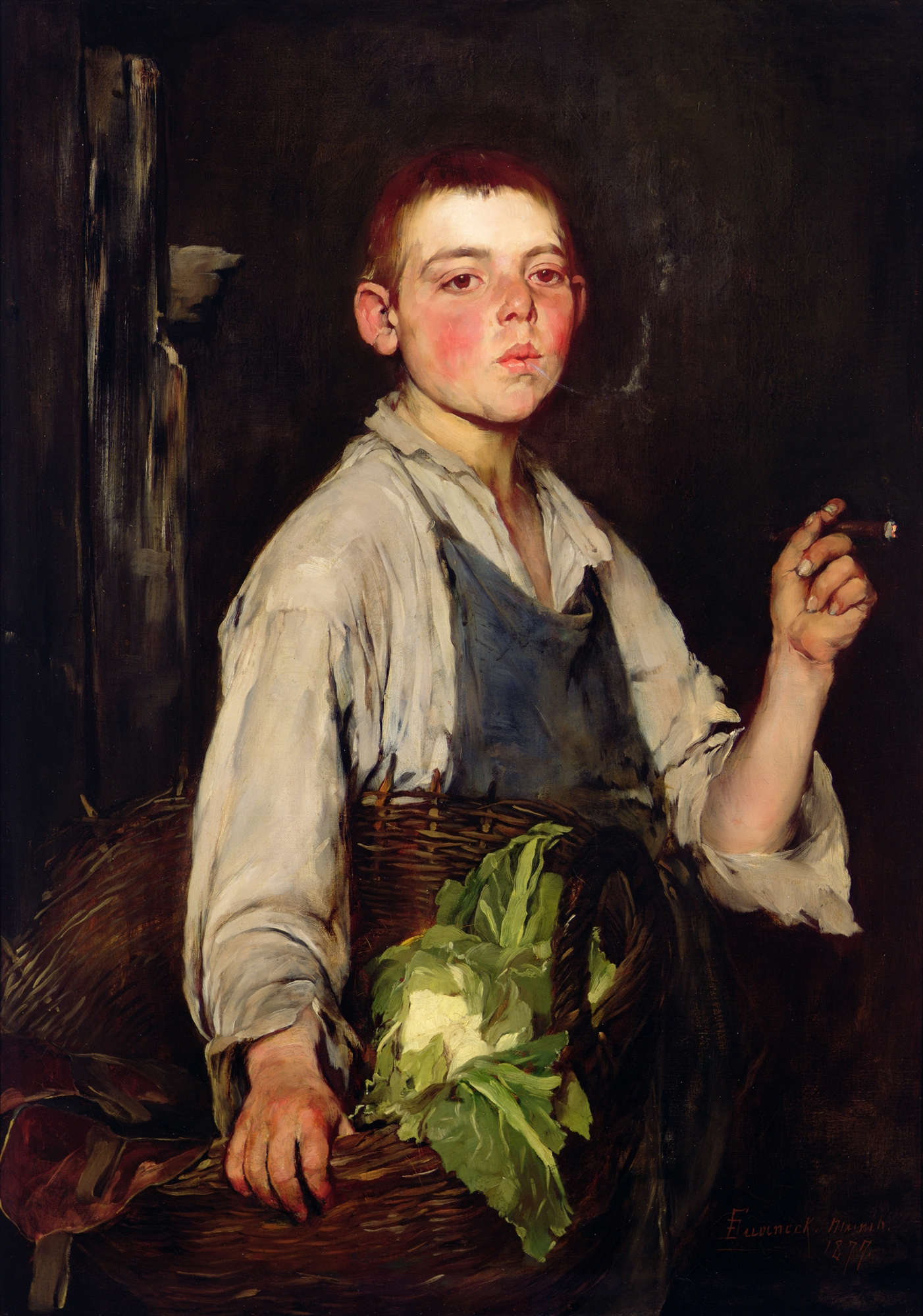
Frank Duveneck, The Cobbler’s Apprentice (1877), Cincinnati, Taft Museum of Art.

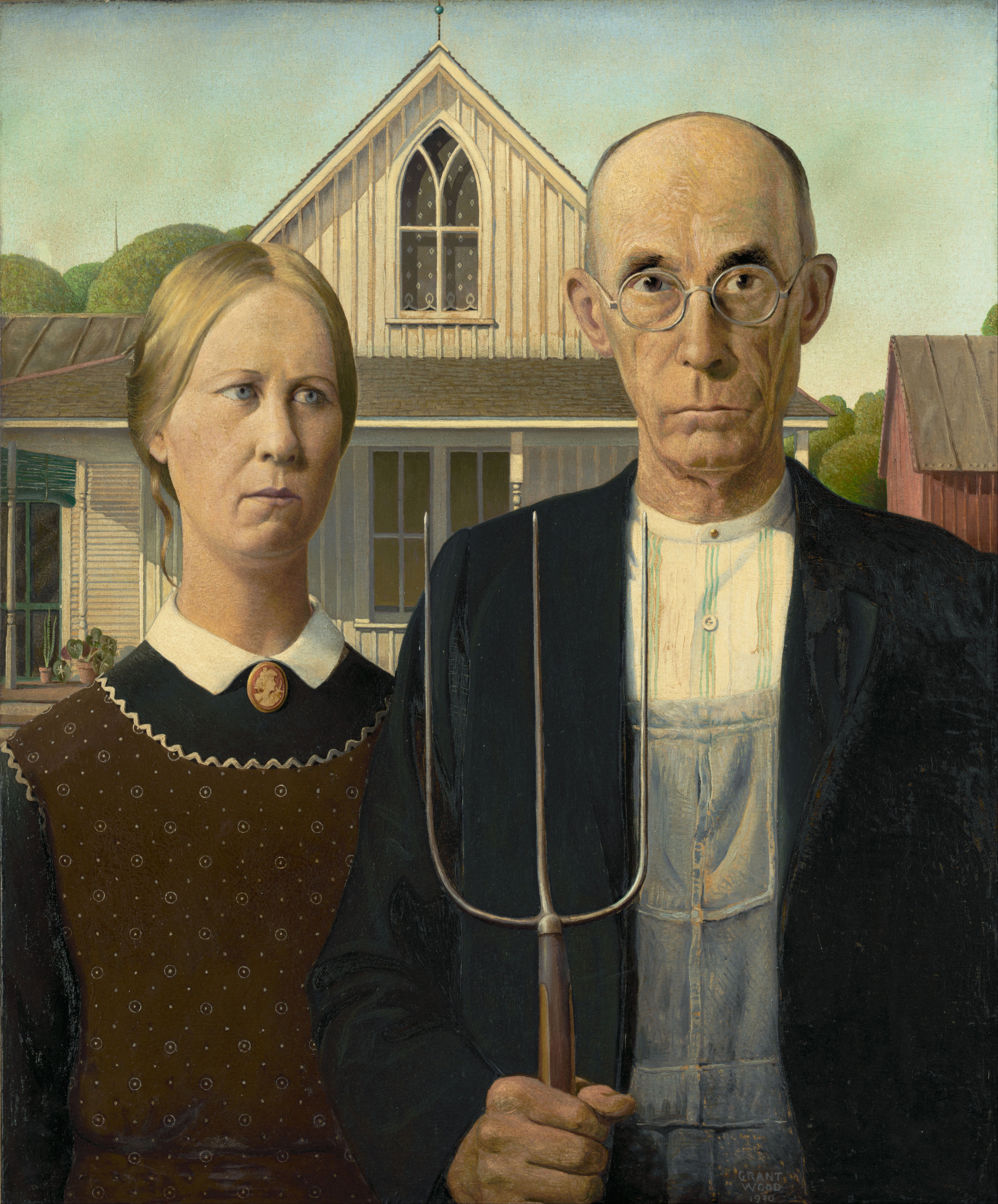
Grant Wood, American Gothic (1930), Art Institute of Chicago.

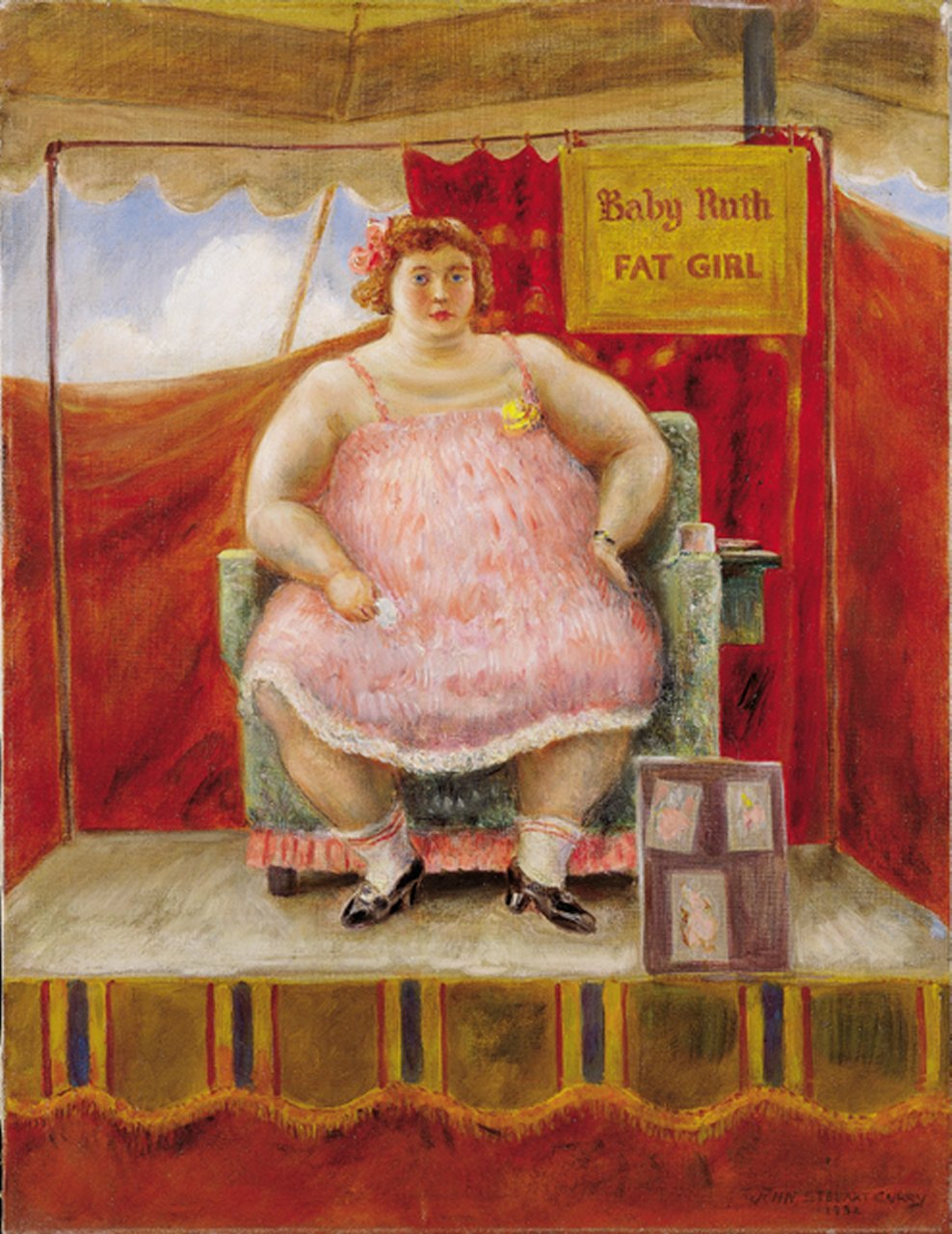
John Steuart Curry, Baby Ruth (1932), Brigham Young University Museum.

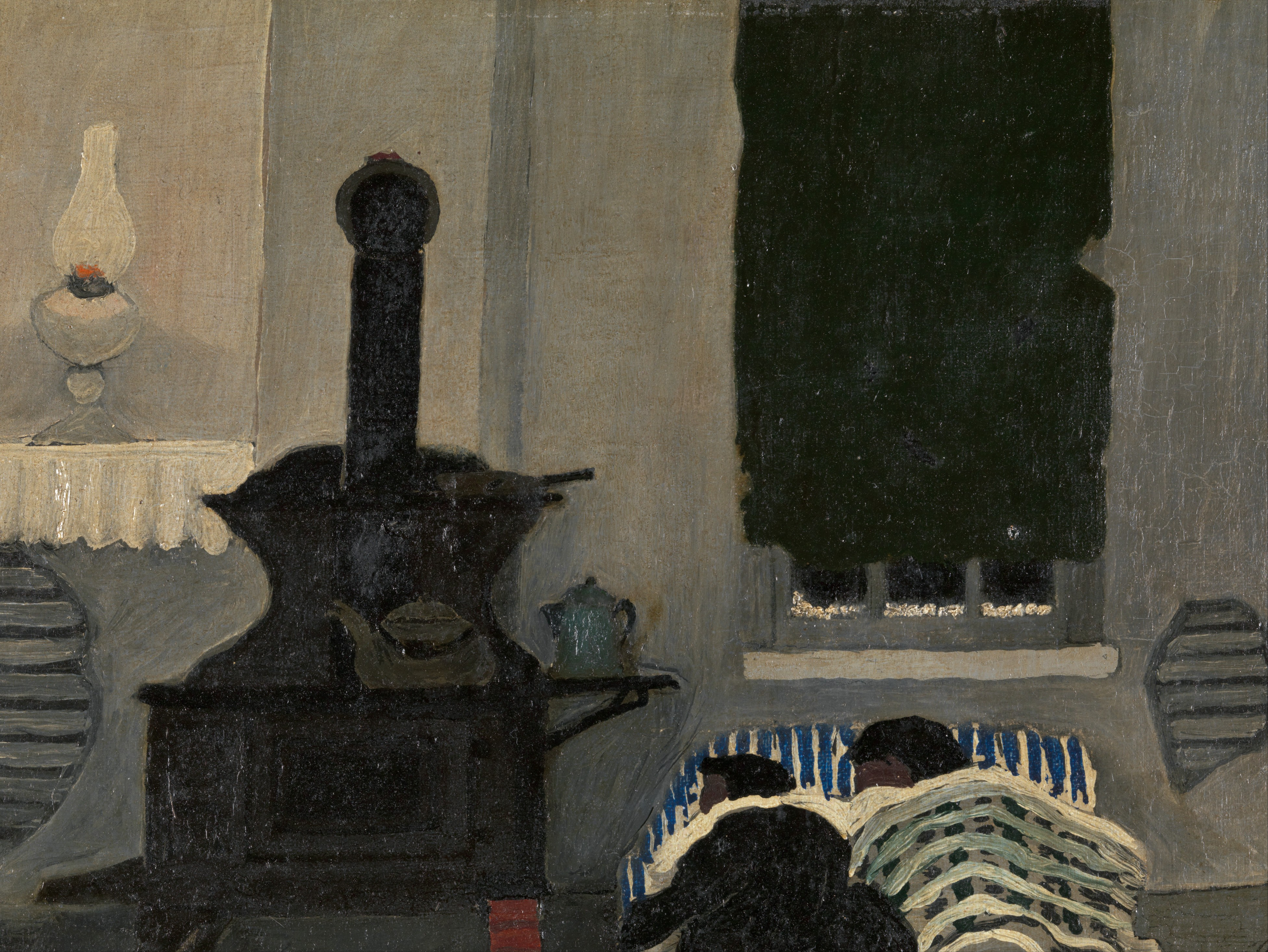
Horace Pippin, Asleep (1943), New York, Metropolitan Museum of Art.

Avant 1845, le marché de l'art est quasiment inexistant en Amérique, mais cela ne veut pas dire qu'il n'y ait pas d'artistes exploitant des motifs propres à ce vaste pays ou bien absence d'acheteurs. Bien au contraire, le paysage est le premier genre à dénoter l'identité de ce pays et à connaître une forme de succès, car représenter l'american landscape, singulier, vaste et varié, motive des artistes, venus aussi bien d'Europe que de la côte Est, ce qui favorise les échanges interculturels, à mesure que progresse l'exploration du continent vers l'Ouest au cours du XIXe siècle. Prenant conscience d'elle-même, l'Amérique cherche peu à peu à se représenter également à travers la scène de genre, que les critiques d'art jugent produits sous l'influence du pictorialisme européen, notamment anglais. Mais là encore, les représentations puisent dans la variété des populations qui cohabitent aussi bien dans les villes que dans les milieux ruraux. Un premier courant régionaliste — d'essence pastoral et romantique —, puisant dans les folklores, le métissage, l'esclavage, les indo-américains et les spécificités sociales liées à la ruralité, naît donc peu avant le milieu du XIXe siècle, et William Sidney Mount en est l'un des représentants les plus célèbres.

## Vers une scission avec l'Europe
L'histoire de la peinture américaine, fortement marquée par la Guerre civile (1861-1865), se voit ensuite traverser par trois courants principaux : l'exaltation du nationalisme, l'affirmation des spécificités régionales du Sud et la mise en valeur des pôles urbanistiques du Nord, eux-mêmes conscients de représenter non pas le modernisme — un concept très européen qui mettra du temps à se diffuser —, mais la modernité, le progrès. Durant le dernier quart du XIXe siècle, apparaissent des peintres américains qui réalisent pour la première fois une synthèse idéale, qui se tiennent au carrefour de la vie quotidienne, des folklores, du multiculturalisme, de l'industrialisation massive que connaît ce pays. Surtout, cette peinture ne représente pas seulement la haute société, elle tourne son regard vers les gens ordinaires, humbles ou délaissés. Le réalisme américain, d'essence populaire, va entrer en contradiction avec les avant-gardes européennes, avant de l'intégrer, puis développer ses propres marques, en exaltant la Nation, le Peuple, ses motifs, ses habitants, ses mythes. C'est la naissance d'une scène esthétique américaine spécifique possédant ses propres codes. Ainsi l'école impressionniste, l'expressionnisme ou le naturalisme européens, sans être ignorés, vont être recyclés au profit d'une vision plus large, ancrée dans le réalisme social, porté par un idéal au fond très utopique et romantique. Des peintres s'organisent, se regroupent : d'abord à Cincinnati (le Cincinnati Art Club (en) d'où partira Joseph Henry Sharp pour explorer Taos au Nouveau-Mexique), puis à Philadelphie, capitale historique où, avant New York, s'y affirment les nouvelles tendances. 
En 1908 et 1910, c'est pourtant New York qui est choisie pour montrer au monde artistique ce que des peintres américains peuvent produire de différent (The Eight, « The Exhibition of Independent Artists »). Mais en 1913, la grande exposition internationale des peintres modernes, qui transite entre l'Armory Show de New York, puis Chicago et Boston, ouvre une fracture sensible : on a d'un côté une peinture perçue comme s'adressant aux élites, aux riches collectionneurs, vue par la presse et même le président américain comme trop européenne ou incompréhensible, et de l'autre, une réaction qui cherche à capter l'essence même de l'Amérique et fabriquer un art pour tous : ce programme au fond très nationaliste est porté par des idéaux politiques et sociaux, le souci de regarder en face les réalités du pays.

## Déclin du mouvement
Le débat critique esthétique qui consiste à s'entendre sur la définition d'un « modernisme américain » dans ses spécificités va culminer dans les années 1930 et 1940. Avec la Grande Dépression et le New Deal, trois peintres deviennent les porteurs de l'étendard régionaliste et réaliste social, à savoir Grant Wood, Thomas Hart Benton, et John Steuart Curry, soutenus entre autres par l'influent critique Thomas Craven (1888-1969). Passés tous trois par Paris, ces peintres voient leurs œuvres rapidement récupérées par les médias populistes et chauvins, elles deviennent populaires, un élan secondé par de vastes programmes fédéraux d'aide aux artistes, eux-mêmes décriés comme socialistes par la droite. L'ancrage pictural reste profondément rural, et rappelle aux masses leurs origines. Du coup, même le précisionnisme reste limité aux grosses villes de la côté Est. Bon nombre de peintres régionalistes vont être considérablement influencés par des artistes comme Diego Rivera, José Clemente Orozco, et David Alfaro Siqueiros, venus de l'espace hispano-américain. De nouveaux médiums apparaissent comme la peinture murale, les grandes affiches, et l'explosion du tirage des magazines populaires, permet de communiquer auprès du plus grand nombre un imaginaire réaliste et progressiste, l'american way of life, un idéal fondé sur l'optimisme, plus que sur les fêlures du système, dont Norman Rockwell est le représentant le plus populaire.
Cette « crise » des représentations du modernisme américain prend fin au sortir de la Seconde Guerre mondiale, quand New York devenue la plaque tournante du marché international de l'art, porte l'expressionnisme abstrait, comme une véritable vitrine, à travers tout l'Occident : de fait, ce n'est plus l'Europe qui dicte sa conduite artistique à l'Amérique, mais bien l'inverse.

## Représentants principaux
- Thomas Hart Benton
- Isabel Bishop
- Charles Ephraim Burchfield
- Marvin Cone
- John Steuart Curry
- William Gropper
- Edward Hopper
- Joe Jones
- Jack Levine
- Martin Lewis
- Dale Nichols
- Ben Shahn
- Isaac Soyer
- Moses Soyer
- Raphael Soyer
- Grant Wood
- Hale Woodruff
- Andrew Wyeth